# Sphynx
Pour l’article ayant un titre homophone, voir Sphinx (homonymie).
 (avril 2020).
Si vous disposez d'ouvrages ou d'articles de référence ou si vous connaissez des sites web de qualité traitant du thème abordé ici, merci de compléter l'article en donnant les références utiles à sa vérifiabilité et en les liant à la section « Notes et références ».
Le sphynx est une race de chats originaire du Canada. Ce chat est caractérisé par la quasi-absence de sa fourrure.

## Origine
C'est en 1966 au Canada qu'une chatte de gouttière donna naissance à une portée de chatons nus. Deux chattes furent ramenées aux Pays-Bas par le docteur Hugo Hernandez, où elles furent croisées avec des devon rex. Une portée entière est importée en France en 1983 par l'éleveur français Patrick Challain qui les présenta un an plus tard à l'exposition féline de Baltard. En 1985, deux autres chats sont importés des Pays-Bas vers la France par Aline et Philippe Noël, de leur union naquit Aménophis Clone. Ce chat servit de base pour le premier standard de la race. Selon le Livre officiel des origines félines (LOOF), le sphynx peut donc être considéré comme d'origine française.

## Standard

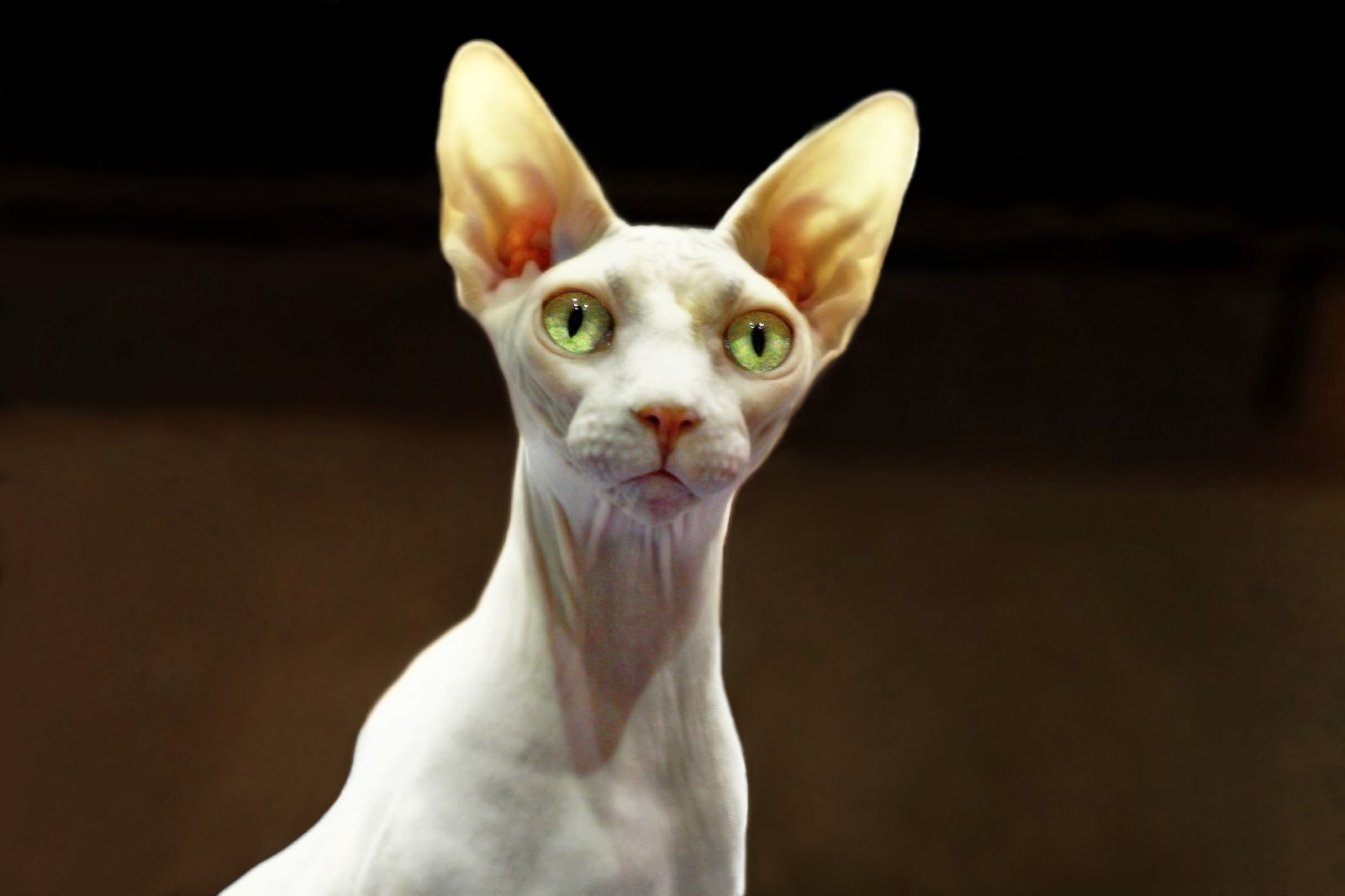
Le visage du sphynx a une forme triangulaire.

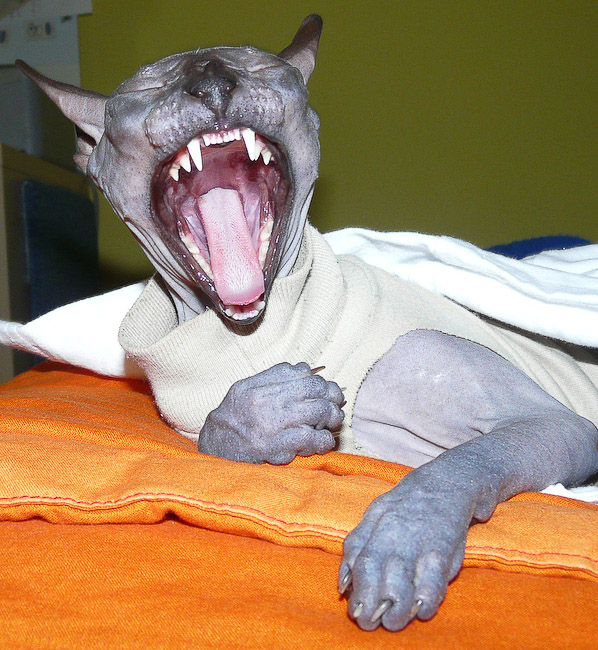
Bouche et denture d'un sphynx.

La tête est plus longue que large avec des contours anguleux. Les pommettes sont saillantes, le crâne plat avec une légère cassure au niveau du nez. Les oreilles sont très grandes, portées bas sur la tête et larges à la base. Leur extrémité est arrondie. Les yeux sont en forme de citron, bien ouverts et expressifs. Toutes les couleurs sont admises mais elles doivent être coordonnées à la couleur de la robe.
Le corps du sphynx a la musculature bien visible et l'abdomen rebondi. Les pattes sont assez longues et fines, tout en gardant une musculature puissante. Les pieds sont ovales, les doigts sont allongés et fins. Une particularité est que les coussinets sont plus épais que chez les autres chats, ce qui donne l'impression qu'ils sont sur des coussins. La queue est fine, telle une queue de rat.
Le sphynx peut être totalement dépourvu de poils ou posséder un duvet très fin sur le corps et quelques courts poils peuvent apparaître derrière les oreilles, sur le museau, la queue et les testicules. La peau a un toucher « peau de pêche ». Selon les caractéristiques de la race, sa peau doit présenter le plus de plis possible surtout chez les jeunes. Toutes les couleurs sont admises chez cette race de chats et leur peau prend la couleur des poils qu'ils auraient eu.

Pour pallier son manque de poils, sa peau est plus épaisse que celle d'autres races et elle est riche en collagène et en sébum. Il a également une couche de graisse sous la peau plus importante. Pour compenser ses déperditions énergétiques, il mange plus que les autres chats[réf. nécessaire].

## Caractère
Le sphynx est décrit comme un chat extrêmement affectueux, et aimant vivre en société. Il aurait besoin de l'attention de son propriétaire et adorerait se percher sur ses épaules. Ces traits de caractère restent toutefois parfaitement individuels et sont avant tout fonction de l'histoire de chaque chat.
Au Canada, le Sphynx est la 4e race de chat la plus populaire entre 2016 et 2019, selon l’AFC.

## Élevage

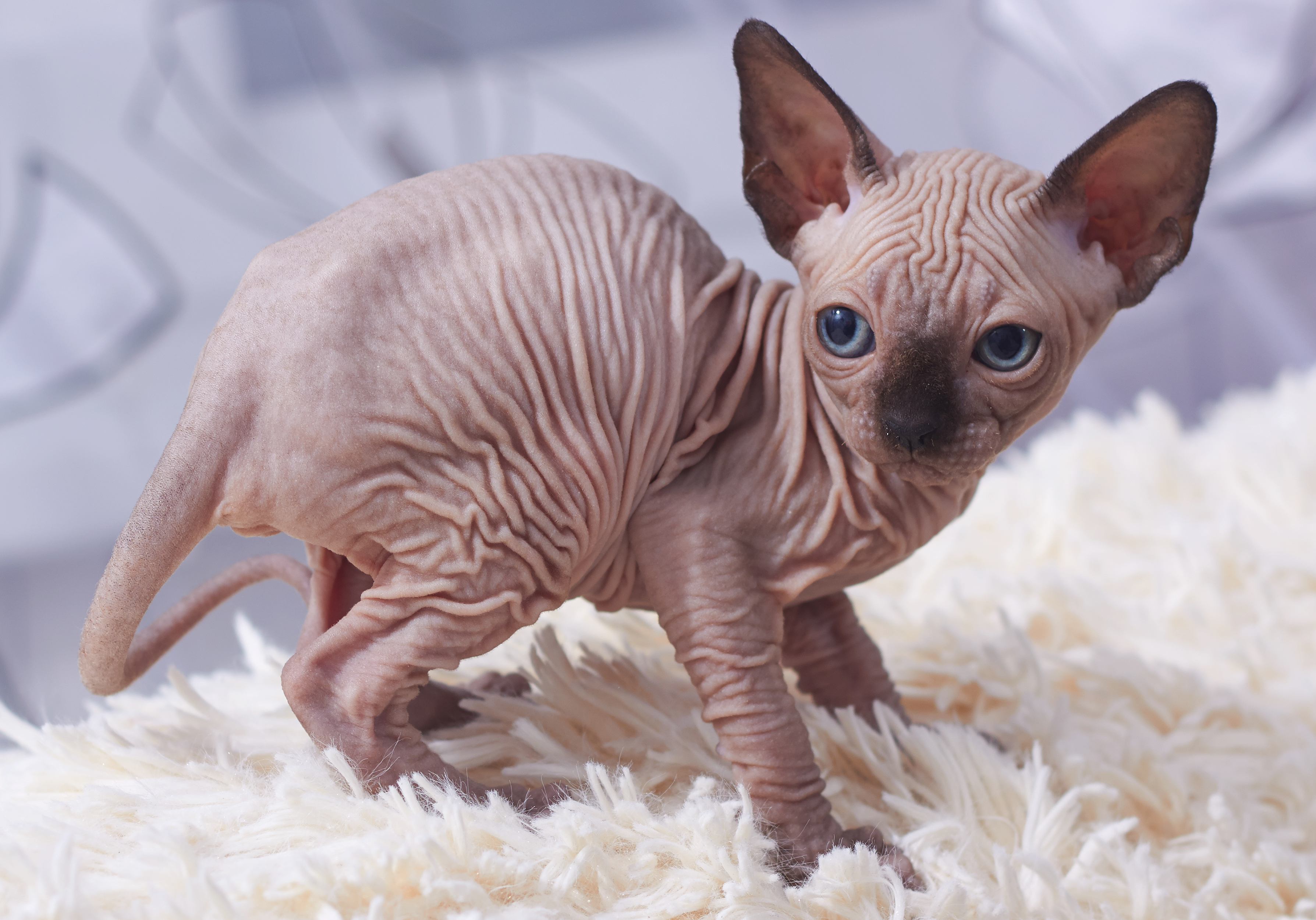
Un chaton sphynx.

### Génétique
Le manque de poils du sphynx est produit par un allèle du gène qui produit les poils courts chez le Devon Rex. L'allèle du sphynx est dominant sur l'allèle du Devon et les deux sont récessifs au type sauvage. Pour renforcer le gène, les sphynx ont parfois été croisés avec des Devon Rex, ce qui malheureusement implique souvent de sérieux problèmes dentaires et nerveux. Cette pratique est donc interdite dans la plupart des associations de sphynx.
Des recherches génétiques menées par l'université de Californie à Davis ont rapporté la présence à très faible fréquence de l'allèle récessif responsable du gantage blanc du sacré de Birmanie chez le sphynx. Un test génétique spécifique existe afin de détecter le gène de gantage birman.

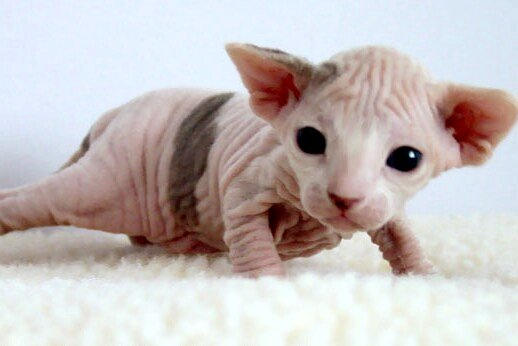
Femelle âgée de deux semaines.

### Santé
Parce qu'il est sans poil, le sphynx nécessite des soins particuliers. Le sébum n'est plus absorbé par les poils et a tendance à graisser la peau. Des bains sont nécessaires, ainsi qu'une surveillance par temps fort ensoleillé. Ils sont sujets aux coups de soleil et il est possible de leur mettre de la crème solaire.
Il faut également prendre soin à ne pas laisser le chat dehors en cas de grands froids.

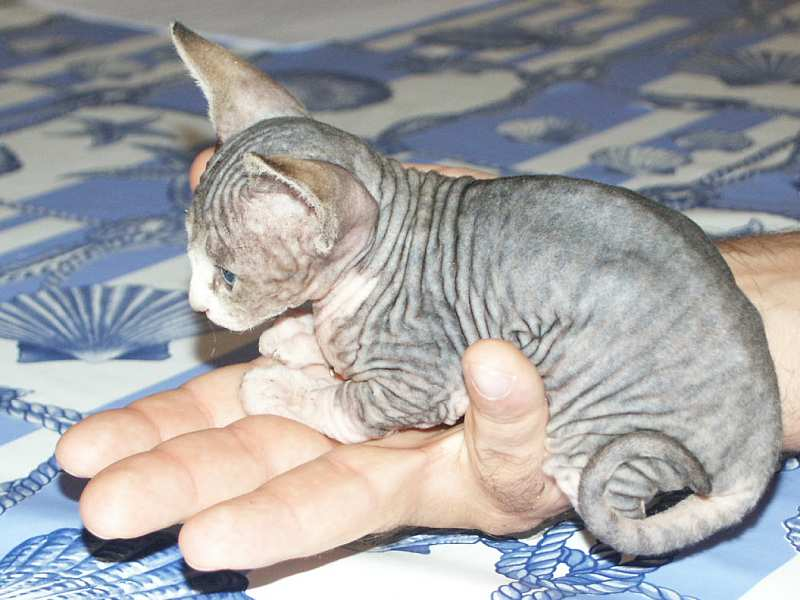
Chaton sphynx femelle âgé d'un mois.

Malgré son manque de poils le sphynx provoque toujours l'allergie « aux poils de chats » car ce sont en fait les sécrétions salivaires et des glandes sébacées (dans la peau) qui sont à l'origine de cette allergie. Cependant leur particularité est un atout pour les personnes légèrement allergiques dans la mesure où cela évite la dispersion des poils et ainsi des allergènes dans leur environnement.

### Source
- LOOF [PDF]